# クイズ天国と地獄
『クイズ天国と地獄』（クイズてんごくとじごく）は、1982年10月4日から1985年9月26日までTBS系列局で放送されていたTBS製作のクイズ番組である。

## 概要
『人生ゲームハイ&ロー』に替わってスタートした視聴者参加型のクイズ番組。司会は山城新伍、出題者は大野香菜が務めていた。
当初は『ハイ&ロー』と同じく毎週月曜 19:30 - 20:00 （日本標準時）に放送されていたが、1984年10月8日に『JNNニュースコープ』平日放送分の放送時間が19:20までに拡大したのを受け、同年10月11日からは毎週木曜 19:20 - 19:58 に放送されるようになった。これに先立ち、木曜移動を記念しての1時間スペシャルが同年10月4日（木曜） 19:00 - 19:55 に放送された。
この番組が2年間放送されていた月曜19:30枠は、『ブラザーファミリーアワー』と呼ばれるブラザー工業の一社提供枠であったが、1984年3月末に同社がスポンサーを降りて同年4月に複数社提供へ移行したため、『ブラザーファミリーアワー』の名は消滅した。同枠は、番組自体が同年10月に木曜19:20枠へ移動したのを機に撤廃された。

## ルール
- 一般視聴者の家族3人が5組（のち4組）参加し、各ラウンドごとにチーム数を絞っていく。初期は5→3→1、中期は4→3→1、後期は4→2→1。
- 解答時間は2秒ほどしかない。押し直し（解答し直し）は一切認めない。

### 1回戦
- 3ラウンドあって、チームから1人ずつ出てそれぞれ10問の○×クイズをする。初期にはさらに、代表者がもう10問○×クイズに挑戦。前期には上位3チーム、後期には2チームが決勝に進む。各ラウンドごとにトップ賞や満点賞がある。全問不正解の人に、山城の裁量で満点賞が与えられたことがある。
- 後期にはオープニングクイズがあった。3問出題され、メンバー1人ずつが答える。正解すると、1回戦の自分のラウンドで使うことができる「がんばるちゃん人形」を獲得できる。リスのようなデザインで、自信のある問題のときに人形の頭をたたくと「がんばるちゃーん、ファイト、ファイト」という声を出し、その問題で正解すると2ポイントになる。人形は1個につき1回しか使えない。
- さらに後期には、「ボーナスクイズ」が1問だけ出題されることがあった。これに正解すると2ポイント、さらにがんばるちゃんを叩いてから正解すると4ポイントとなる（そのため人形を獲得したチームは、ボーナスクイズの時に叩くのが多くなった）。なお、ボーナスクイズはいつ出るか分からない。

### 決勝戦
- 3チーム時代の決勝は「倍々ゲーム」。出題は3問で、正解するごとに前ラウンドの得点が倍となり、最終的に得点上位の家族が勝ち抜け。
- 2チーム時代の決勝は「勝ち抜きデスマッチ」。2家族で1人ずつ対戦。一方が正解でもう一方が不正解になるまで続け、誤答した方の人が脱落となり、次のメンバーに交代。先に相手家族3人を脱落させたら勝ち抜け。いずれも相談は可能。

### 天国クイズ（海外旅行チャレンジクイズ）
- 優勝した家族は海外旅行（天国）が獲得できるクイズに挑戦[1]。一発勝負で、旅行先に因んだ問題（「珍問・奇問」）が出題され、○か×の2択で答える（決勝戦同様、相談可）。旅行先は当初は番組が指定していた。後期に「天国メニュー」として6カ所から選ぶことができるが（決勝戦を始める前に山城が「メニュー表」を出す）、オーストラリアを選ぶ家族があまりに多いため、オーストラリアは途中から外された。
- 山城が出題して（稀にアシスタントが行う場合も）、答えを選ぶ。結果発表（正解）を出す際に当初は、山城が「天の声に聞いてみましょう!どうかな!!」と言う。その後は山城自ら正解を発表したり、後期は山城のコスプレも加わるようになった。また、裏で着替えが行われるという、当時では珍しい仕掛けも用意されていた（このときの観客の掛け声は「天使がでるか〜♪悪魔が出るか〜♪」であった。その間にスタジオが暗転になる。そして、運命の時になり、山城が「出るぞ〜!出るぞ〜!」と言う）。正解ならば天使の姿で登場、不正解ならば悪魔の姿で登場。正解すると天井から紙吹雪が降ってきて海外旅行獲得となるが、不正解の場合はそれまでの獲得賞金金額も半額となり（当初は無し）、残念賞（地獄）として海外旅行先に因んだ景品が贈られる（一時期）[1]。
- また、当初は無かったが、不正解ならセット上方の両端にある天使が落ちる演出があった。

## マスコットキャラクター
小悪魔を可愛くデフォルメした「ゴクちゃん」（木曜日・40分間の放送に移行した1984年10月に設定。声：堀ちえみ）で、番組中に珍回答やユニークな発言をした解答者などに山城の独断でゴクちゃん人形が贈られた。しかし後に事実上全員がもらえる参加賞のようになった。また、このゴクちゃん人形は視聴者プレゼントとしても使われた。

## ネット局
系列は放送当時のもの。
| 放送対象地域           | 放送局         | 系列                          | ネット形態 | 備考 |
| ---------------------- | -------------- | ----------------------------- | ---------- | --- |
| 関東広域圏             | 東京放送       | TBS系列                       | 製作局     | 現・TBSテレビ                                                                                                 |
| 北海道                 | 北海道放送     | TBS系列                       | 同時ネット | |
| 青森県                 | 青森テレビ     | TBS系列                       | 同時ネット | |
| 岩手県                 | 岩手放送       | TBS系列                       | 同時ネット | 現・IBC岩手放送                                                                                               |
| 宮城県                 | 東北放送       | TBS系列                       | 同時ネット | |
| 秋田県                 | 秋田放送       | 日本テレビ系列                | 遅れネット | 1984年3月打ち切り                                                                                             |
| 山形県                 | 山形放送       | 日本テレビ系列 テレビ朝日系列 | 遅れネット | 1984年3月打ち切り                                                                                             |
| 福島県                 | 福島テレビ     | フジテレビ系列                | 同時ネット | 1983年9月26日打ち切り 1983年3月まではTBS系列とのクロスネット局                                                |
| 福島県                 | テレビユー福島 | TBS系列                       | 同時ネット | 1983年12月開局から                                                                                            |
| 新潟県                 | 新潟放送       | TBS系列                       | 同時ネット | |
| 長野県                 | 信越放送       | TBS系列                       | 同時ネット | |
| 山梨県                 | テレビ山梨     | TBS系列                       | 同時ネット | |
| 静岡県                 | 静岡放送       | TBS系列                       | 同時ネット | |
| 富山県                 | 北日本放送     | 日本テレビ系列                | 遅れネット | 土曜 17:30 - 18:00にて放送 1984年3月31日打ち切り                                                              |
| 石川県                 | 北陸放送       | TBS系列                       | 同時ネット | |
| 福井県                 | 福井放送       | 日本テレビ系列                | 同時ネット | 1984年3月26日打ち切り                                                                                         |
| 中京広域圏             | 中部日本放送   | TBS系列                       | 同時ネット | 現・CBCテレビ                                                                                                 |
| 近畿広域圏             | 毎日放送       | TBS系列                       | 同時ネット | |
| 岡山県 →岡山県・香川県 | 山陽放送       | TBS系列                       | 同時ネット | 現・RSK山陽放送 1983年3月までの放送エリアは岡山県のみ 1983年4月の電波相互乗り入れにより、以後は香川県でも放送 |
| 鳥取県・島根県         | 山陰放送       | TBS系列                       | 同時ネット | |
| 広島県                 | 中国放送       | TBS系列                       | 同時ネット | |
| 山口県                 | テレビ山口     | TBS系列 フジテレビ系列        | 同時ネット | |
| 徳島県                 | 四国放送       | 日本テレビ系列                | 同時ネット | 1984年3月26日打ち切り                                                                                         |
| 愛媛県                 | 南海放送       | 日本テレビ系列                | 同時ネット | 1984年3月26日打ち切り                                                                                         |
| 高知県                 | テレビ高知     | TBS系列                       | 同時ネット | |
| 福岡県                 | RKB毎日放送    | TBS系列                       | 同時ネット | |
| 長崎県                 | 長崎放送       | TBS系列                       | 同時ネット | |
| 熊本県                 | 熊本放送       | TBS系列                       | 同時ネット | |
| 大分県                 | 大分放送       | TBS系列                       | 同時ネット | |
| 宮崎県                 | 宮崎放送       | TBS系列                       | 同時ネット | |
| 鹿児島県               | 南日本放送     | TBS系列                       | 同時ネット | |
| 沖縄県                 | 琉球放送       | TBS系列                       | 同時ネット | 1984年9月打ち切り                                                                                             |

### 備考
- 1983年3月までTBS系列とフジテレビ系列とのクロスネット局だった福島テレビは、同年4月にフジテレビ系フルネット局にネットチェンジしたが、視聴者保護のため同年9月26日まで同時ネットで放送した。そのため1983年10月 - 11月は福島県での放送は未放送だったが、同年12月にTBS系列フルネット局として開局したテレビユー福島において放送を再開している。
- 琉球放送は、1984年10月の木曜への時間変更の際、当時『木曜スペシャル』（日本テレビ）の同時ネットをしていたため、同年9月で番組を打ち切った（TBS系列24局における本番組の直後番組となった『世界まるごとHOWマッチ』は、琉球放送では1984年10月から1986年9月までは遅れネットに変更）。
- 『ブラザー劇場』以来、TBS系ブラザー工業一社提供枠をネットしていた秋田放送・山形放送・北日本放送・福井放送・四国放送・南海放送の日本テレビ系列局の6局は、1984年4月の複数社提供への移行に伴い同年3月に番組を打ち切った。このうち、同時ネットし続けてきた福井放送・四国放送・南海放送の3局では、同年3月26日の打ち切り後はそれまで30分前倒しで先行ネットし続けてきた系列局の本来番組である日本テレビ系列のロート製薬一社提供枠（当時は『おもしろクイズBOX』だった）の同時ネットに切り替えた。

## その他
- 本番組は、直前の月曜19:00枠で放送されていた『クイズ100人に聞きました』と同じく出場に際しての競争倍率は高く、いわゆるクイズ御三家（『アップダウンクイズ』・『クイズタイムショック』・『パネルクイズ アタック25』）以上の狭き門だった。
- 1983年10月2日、当時のTBSのクイズ番組が集結した『タモリのスター対抗クイズ番組大集合』という2時間特別番組が放送され、本番組も内包された。本番組のコーナーでは後半に入るとタモリがバナナかたくあんを投げ、「今投げたのはバナナ（たくあん）である」という問題の繰り返しだった。
- 1983年1月2日、TBSの新春特番『超豪華!番組対抗かくし芸 スターが競う!クイズ天国と地獄』（司会：愛川欽也）で、隠し芸と隠し芸の合間のワンコーナーに本番組が登場し（それまでは『100人』がワンコーナー）、山城もコーナー担当として参加した。